# Jô Gomes
Joalysson Laurindo Gomes (João Pessoa,13 de agosto de 1990) é um jogador de vôlei de praia bicampeão em etapas do Circuito Sul-Americano de Vôlei de Praia.

## Carreira
Na adolescência foi descoberto por um professor do Colégio Polígono ao vê-lo jogando futebol nas ruas de João Pessoa, época que tinha quinze anos de idade, após este fato integrou o elenco de voleibol indoor desta instituição, após dois anos de atividade assistiu um treinamento de vôlei de praia de um amigo e acatando sugestão  resolveu migrar para esta modalidade.
Em 2008 competiu ao lado de Léo Sindice e com  Raphael Lavareda disputou a primeira etapa do Circuito Brasileiro Sub-21 de 2008, na cidade de Saquarema (RJ) , na etapa de João Pessoa (PB) atuou ao lado de  Marcos André
qualifying.
Em 2009 disputou ao lado do Marcus Carvalhaes a edição do Campeonato Mundial de Vôlei de Praia Sub-19 em Blackpool, Inglaterra, e neste finalizou na nona posição.Ao lado de  Fernandão alcançou a quinta colocação na I edição dos Jogos Sul-Americanos de Praia no de 2009.Com seu parceiro Josias Júnior disputaram a temporada de 2009 do Circuito Brasileiro de Vôlei de Praia Sub-21, alcançando o bronze na etapa de Ponta Grossa (PR), sendo quartos colocados na etapa de Palmas (TO), obtendo o título da etapa de Cabo Frio (RJ) , outro bronze obtido na etapa de Aracaju, desta vez estava formando dupla com Álvaro Filho,sendo vice-campeão da etapa de Santa Cruz do Sul (RS) jogando ao lado de Josias Júnior e finalizou o referido circuito com o vice-campeonato geral.Pelo Circuito Estadual de Vôlei de Praia de 2009 alcançou com Josias Júnior o vice-campeonato na etapa de Alagoas.
Renovou  a parceria com Josias Júnior para a temporada de 2010 do Circuito Brasileiro Sub-21, tendo com melhor êxito a conquista do vice-campeonato na etapa de Maringá (PR).Competiu em etapas do Circuito Estadual de Vôlei de Praia de 2010 ao lado de Ìcaro Nascimento conquistando os títulos das etapas de Lauro de Freitas (BA) e  Maceió (AL), e com Lipe Martins obteve o bronze na etapa de Fortaleza (CE).
Com Marcus Carvalhaes disputou edição dos IX Jogos Sul-Americanos de 2010 em Medellín, ocasião que finalizaram na quinta posição.No mesmo ano foi convocado para Seleção Brasileira de Vôlei de Praia para disputar o Campeonato Mundial de Vôlei de Praia Sub-21 realizado em Alanya, Turquia, e nesta competição formou dupla com Evandro Gonçalves finalizando na vigésima quinta posição.
Na temporada de 2011 jogou ao lado de Gilmário Vidal e conquistou o título da etapa de João Pessoa (PB) pelo Circuito Estadual de Vôlei de Praia e também da etapa de Teresina (PI) pelo mesmo circuito; e formando dupla com Ícaro Nascimento sagrou-se vice-campeão da etapa de Natal (RN) , sendo bronze ao lado de Esdras Figueiredo “Pastor” na etapa de Maceió (AL) e também com Thiago Trajano conquistou o bronze na etapa de São Luís (MA) . Ainda em 2011 competiu ao lado de  Yuri Rodrigues.
Novamente competiu com Ícaro Nascimento e juntos conquistaram o título da etapa de Aracaju (SE) do Circuito Regional de Vôlei de Praia de 2012 e foi também campeão neste mesmo circuito ao lado de Ricardo Sousa da etapa de Manaus (AM), terminando a temporada em primeiro pelo Grupo I.
Com Ramon Ferreira disputou a edição do Circuito Brasileiro de Vôlei de Praia Sub-23, alcançando a quarta posição na etapa de João Pessoa, o bronze na etapa de Aracaju, quarto posto também em São Luís e em Campo Grande, além dos títulos na etapa de Maceió e do Rio de Janeiro, finalizando com o título geral do circuito.
Em 2012 também disputou o Circuito Brasileiro Challenger de Vôlei de Praia, e competindo com Ricardo Sousa obteve o quinto lugar em Campo Grande, a décima terceira posição na etapa de São Luís, ocasião que disputo ao lado de Carlos Bacciotti.E nesta jornada alcançou a quinta colocação ao lado do paraense Ricardo Sousa ma etapa de Cuiabá válida pelo Circuito Nacional de Vôlei de Praia , obtendo o décimo terceiro lugar na etapa do Rio de Janeiro jogando com Ramon Ferreira; também neste ano disputou o Circuito Regional, alcançando o quinto lugar ao lado de Ìcaro Nascimento;e ao lado de Jefferson Pereira finalizou na nona posição na etapa de Campo Grande pelo Circuito Regional de Vôlei de Praia.
Ao lado de Jefferson Pereira conquistou o título do Circuito Estadual na etapa de Vitória (ES) e o vice-campeonato, com Ícaro Nascimento obteve o título em Teresina (PI) e o vice-campeonato na etapa de Maceió (AL), mesma posição obtida com Ramon Ferreira em Olinda (PE), juntos também finalizaram na décima terceira posição na etapa de Salvador e com este obteve o quarto lugar na etapa de João Pessoa (PB)  e o bronze na etapa de Fortaleza (CE) .
Na edição do Circuito Brasileiro de Vôlei de Praia Nacional 2012-13, alcançou o quinto lugar com Ricardo Sousa na etapa de Cuiabá, e neste circuito atuou  com Ícaro Nascimento quando finalizou em quinto na etapa de Goiânia, com Ramon Ferreira foi décimo terceiro colocado na etapa do Rio de janeiro e também em Campinas, a quinta posição em Curitiba; e com Rodrigo Bernat alcançou a quinta posição pelo  mesmo circuito na etapa de Brasília e João Pessoa, além do vice-campeonato na etapa de Fortaleza;
Na temporada de 2013 formou dupla com Averaldo Pereira e pela primeira vez na edição do Circuito Brasileiro Challenger ao pódio conquistando a medalha de bronze na etapa de Aracaju.Competiu com Léo Grisi na etapa de Teresina (PI) válida pelo Circuito Brasileiro Regional de Vôlei de Praia.
Competindo com Hevaldo Moreira alcançou a quarta posição na Etapa do Brasil do Circuito Sul-Americano de 2014, realizada em Macaé, já atuando com Márcio Gaudie conquistou o bronze na etapa de Buenos Aires (Argentina)  , primeira medalha internacional de sua carreira.Para a temporada 2014-15 o experiente  Harley Marques  anuncia parceria com Jô e com este conquistou a medalha de prata na etapa de Medelín do Circuito Sul-Americano de 2014, conquistou a medalha de ouro na etapa de Atacames, no Equador ao lado de Léo Vieira.
Atuando Harley Marques alcançou a quinta posição no Circuito Brasileiro de Vôlei de Praia Challenger de 2014, cuja etapa foi na cidade de BauruBauru, a décima sétima posição também  neste circuito na etapa de Rondonópolis mesma colocação obtida em Campo Grande
.
Competiu com Léo Vieira na conquista do vice-campeonato na etapa do Porto Alegre (RS) do Circuito Brasileiro de Vôlei de Praia 2014-15 e foam campeões na etapa do Rio de Janeiro pelo Circuito Brasileiro de Vôlei de Praia Nacional de 2014-15.
Formou dupla com George Wanderley na temporada seguinte, finalizou na vigésima quinta colocação nos Abertos do Rio de Janeiro e Fortaleza, etapas válidas pelo Circuito Mundial de Vôlei de Praia de 2015 e conquistaram o bronze na etapa de Brasília pelo Circuito Brasileiro de Vôlei de Praia Open 2015-16, quinto lugar nas etapas de Curitiba, Niterói, Natal, além da décima terceira colocação em João Pessoa e foram vice-campeões da etapa de Fortaleza.Juntos alcançaram a décima quinta posição na edição do Superpraia 2016 realizado em João Pessoa.
No Circuito Mundial de Vôlei de Praia de 2016 formou dupla com Oscar Brandão e disputaram o Grand Slam de Long Beach, ocasião que finalizam na trigésima terceira colocação.Com Vitor Felipe disputou a edição do Superpraia 2017 em Niterói e alcançaram a sétima posição.
Formando dupla com Vitor Felipe disputou a edição do Circuito Brasileiro de Vôlei de Praia 2016-17, alcançando a quinta posição na etapa de Campo Grande (MS), a décima terceira colocação na etapa de Brasília, o nono lugar na etapa de Uberlãndia (MG) , bronze em Curitiba, quinta colocação em São José (SC), quarta colocação em João Pessoa, nona colocações em Maceió (AL)  e  Aracaju (SE)  e a décima terceira colocação na etapa de Vitória (ES) , finalizando na sexta colocação geral.
Com Vitor Felipe disputou a etapa de Coquimbo (Chile) válida pelo Circuito Sul-Americano de 2017 conquistando ao final a medalha de ouro.Na temporada de 2017 do Circuito Brasileiro de Vôlei de Praia Challenger alcançou o bronze na etapa de Bauru (SP) ao lado de Léo Vieira , o vice-campeonato na etapa de Palmas (TO) e o décimo terceiro lugar na etapa do Rio de Janeiro, finalizando na quinta colocação geral .
Na temporada seguinte retomou a formação de dupla com Léo Vieira e disputaram a etapa de Campo Grande (MS) pelo Circuito Brasileiro de Vôlei de Praia Open 2017-18 finalizando no quinto lugar, mesmo posto obtido na etapa de Natal (RN)  e o nono lugar na etapa de Itapema (SC) .

## Títulos e resultados
- Etapa do Chile do  Circuito Sul-Americano de Vôlei de Praia:2017[86]{
- Etapa do Equador do  Circuito Sul-Americano de Vôlei de Praia:2014[66]
- Etapa da  Colômbia do  Circuito Sul-Americano de Vôlei de Praia:2014[1]
- Etapa da Argentina do  Circuito Sul-Americano de Vôlei de Praia:2014[63]
- Etapa do Brasil do  Circuito Sul-Americano de Vôlei de Praia:2014[62]
- Etapa de Palmas do Circuito Brasileiro de Voleibol de Praia Challenger:2017[88]
- Etapa de Bauru do Circuito Brasileiro de Voleibol de Praia Challenger:2017[87]
- Etapa de João Pessoa do Circuito Brasileiro de Voleibol de Praia Open:2016-17[79]
- Etapa de Curitiba do Circuito Brasileiro de Voleibol de Praia Open:2016-17[81]
- Etapa de Fortaleza do Circuito Brasileiro de Voleibol de Praia Open:2015-16[73]
- Etapa de Brasília do Circuito Brasileiro de Voleibol de Praia Open:2015-16[72]
- Etapa de Porto Alegre do Circuito Brasileiro de Voleibol de Praia Open:2014-15[70]
- Etapa do Rio de Janeiro do Circuito Brasileiro de Voleibol de Praia Nacional:2014-15[71]
- Etapa de Aracaju do Circuito Brasileiro de Voleibol de Praia - Challenger:2013[60]
- Etapa de Fortaleza do Circuito Brasileiro de Voleibol de Praia Nacional:2012[59]
- Etapa do Piauí do Circuito Estadual de Voleibol de Praia:2012[43]
- Etapa do Espírito Santo do Circuito Estadual de Voleibol de Praia:2012[42]
- Etapa de Alagoas do Circuito Estadual de Voleibol de Praia:2012[44]
- Etapa do Distrito Federal do Circuito Estadual de Voleibol de Praia:2012[1].
- Etapa de Pernambuco do Circuito Estadual de Voleibol de Praia:2012[45]
- Etapa do Ceará do Circuito Estadual de Voleibol de Praia:2012[50]
- Etapa de Paraíba do Circuito Estadual de Voleibol de Praia:2012  [48]
- Circuito Brasileiro de Voleibol de Praia Sub-23:2012[1]
- Etapa de Rio de Janeiro do Circuito Brasileiro de Vôlei de Praia Sub-23:2012[35]
- Etapa de Maceió do Circuito Brasileiro de Vôlei de Praia Sub-23:2012[34]
- Etapa de Aracaju do Circuito Brasileiro de Vôlei de Praia Sub-23:2012[30]
- Etapa de Campo Grande do Circuito Brasileiro de Vôlei de Praia Sub-23:2012[33]
- Etapa de São Luís do Circuito Brasileiro de Vôlei de Praia Sub-23:2012[31]
- Etapa de João Pessoa do Circuito Brasileiro de Vôlei de Praia Sub-23:2012[29]
- Etapa do Amazonas Circuito Regional de Voleibol de Praia:2012[28]
- Etapa de Sergipe do Circuito Regional de Voleibol de Praia:2012[27]
- Etapa da Paraíba do Circuito Estadual de Voleibol de Praia:2011[21]
- Etapa da Piauí do Circuito Estadual de Voleibol de Praia:2011[22]
- Etapa do Rio Grande do Norte do Circuito Estadual de Voleibol de Praia:2011[23]
- Etapa do Maranhão do Circuito Estadual de Voleibol de Praia:2011[25]
- Etapa de Alagoas do Circuito Estadual de Voleibol de Praia:2011[24]
- Etapa da Bahia do Circuito Estadual de Voleibol de Praia:2010[12]
- Etapa de Alagoas do Circuito Estadual de Voleibol de Praia:2010[12]
- Etapa do Ceará do Circuito Estadual de Voleibol de Praia:2010[13]
- Etapa de Alagoas do Circuito Estadual de Voleibol de Praia:2009[1]
- Circuito Brasileiro de Voleibol de Praia Sub-21:2009[1]
- Etapa de Maringá do Circuito Brasileiro de Vôlei de Praia Sub-21:2010[11]
- Etapa de Cabo Frio do Circuito Brasileiro de Vôlei de Praia Sub-21:2009[8]
- Etapa de Santa Cruz do Sul do Circuito Brasileiro de Vôlei de Praia Sub-21:2009[10]
- Etapa de Aracaju do Circuito Brasileiro de Vôlei de Praia Sub-21:2009[9]
- Etapa de Ponta Grossa do Circuito Brasileiro de Vôlei de Praia Sub-21:2009[6]
- Etapa de Palmas do Circuito Brasileiro de Vôlei de Praia Sub-21:2009[7]